# Des Teufels Pilot
Des Teufels Pilot (Originaltitel: Chain Lightning) ist ein US-amerikanischer Actionfilm aus dem Jahr 1950 mit Humphrey Bogart und Eleanor Parker. Regie führte Stuart Heisler.

## Handlung
Matthew „Matt“ Brennan ist während des Zweiten Weltkriegs als Pilot eines B-17 Bombers der US Army Air Forces in England stationiert. Dem Flugzeugkonstrukteur Carl Troxell kann er aufgrund seiner Erfahrungen als erstklassiger Pilot wertvolle Verbesserungshinweise geben. Er verliebt er sich in die Rot-Kreuz-Schwester Joan „Jo“ Holloway und bemüht sich vergeblich, die Erlaubnis für eine sofortige Heirat zu bekommen, als er in die Vereinigten Staaten zurückkehren muss.
In der Heimat bemüht sich Brennan vergeblich um Arbeit und muss viele bittere Enttäuschungen hinnehmen. Durch seinen ehemaligen Kriegskameraden Hinkle, kommt er auf die Party des skrupellosen Flugzeugherstellers Leland Willis. Dort trifft er zu seiner Überraschung Holloway wieder, die inzwischen als Sekretärin bei Willis arbeitet. Und auch Troxell arbeitet bei ihm als Flugzeugbauer. Ihm hat es Brennan zu verdanken, dass er bei Willis einen Job als Testpilot des Hochgeschwindigkeitsflugzeugs JA-3 erhält. Gemeinsam mit ihm will Troxell seine neueste Erfindung, einen Kabinenfallschirm, testen.
Als es so weit ist, ist Brennan allerdings auf einem Rekordflug von Nome in Alaska über den Nordpol nach Washington, D.C., um die ausgelobte Prämie in Höhe von 30.000 Dollar zu verdienen. Troxell startet daraufhin selbst zum Testflug in dem weiterentwickelten JA-4 um seinen Kabinenfallschirm zu erproben, dabei verunglückt er tödlich. Der Tod des Freundes belastet die Liebesbeziehung zwischen Brennan und Holloway. Um zu beweisen, dass seinem verunglückten Freund dennoch eine sensationelle Erfindung gelungen ist, steigt Brennan auf eigene Faust im JA-4 allein in die Lüfte. Nach der geglückten Rückkehr fällt er seiner Angebeteten in die Arme.

## Produktion
Gedreht wurde der von Warner Bros. produzierte Film in den Warner Brothers Burbank Studios – 4000 Warner Boulevard, Burbank. Die Filmpremiere fand am 18. Februar 1950 in New York City statt. Die Erstaufführung in Deutschland war dann am 13. Oktober 1950. Die DVD erschien am 23. Februar 2012 bei Warner Home Video in einer englischen Sprachversion.

## Kritiken
„Ein vorzüglicher Hauptdarsteller und attraktive Luftaufnahmen können das Handicap eines banalen Drehbuchs nicht wettmachen“, urteilte das Lexikon des internationalen Films. Das Fazit von Cinema lautete: „Gute Flugszenen, aber flügellahmes Skript.“ Für die Fernsehzeitschrift Prisma war Des Teufels Pilot ein „eher banal[es] Werk nach einem Drehbuch von Liam O’Brian und Vincent Evans“ und „[s]icher einer der schlechteren Filme von Humphrey Bogart“, der als „Abenteuerfilm aber mit starken Luftaufnahmen“ aufwarten könne.

## Synchronisation
Die deutsche Synchronfassung entstand 1977 in den Ateliers der Berliner Synchron GmbH in Berlin. Das Dialogbuch stammte von Lutz Arenz, Synchronregie führte Dietmar Behnke.
| Rolle                  | Darsteller      | Synchronsprecher   |
| ---------------------- | --------------- | ------------------ |
| Matthew „Matt“ Brennan | Humphrey Bogart | Joachim Kemmer     |
| Joan „Jo“ Holloway     | Eleanor Parker  | Marianne Lutz      |
| Leland Willis          | Raymond Massey  | Helmut Wildt       |
| Carl Troxell           | Richard Whorf   | Claus Jurichs      |
| Maj. Hinkle            | James Brown     | Joachim Pukaß      |
| Maj. Gen. Hewitt       | Roy Roberts     | Hans Künster       |
| Ed Bostwick            | Morris Ankrum   | Manfred Grote      |
| Mrs. Willis            | Fay Baker       | Hallgerd Bruckhaus |